# Upper West (Ghana)
10°30′N 2°15′V / 10.500°N 2.250°V
Upper West Region er en region i Ghana, der ligger i den nordvestlige del af landet, og grænser til Burkina Faso i nord og vest. Administrationsbyen er Wa.
De største stammer i regionen er Dagaare i vest, Sisaala i øst og Wala i Wa og omegn. Et stort flertal blandt walaerne er muslimer, og Wa er derfor den største by i Ghana hvor et flertal af befolkningen bekender sig til islam. Sisaalaene og dagaarene er hovedsageligt  kristne eller animister. Sprogene waali og dagaare ligger så tæt på hinanden at walaene og dagaarene kan forstå meget af hinandens sprog.
Vigtigste erhverv er landbrug, specielt majs, hirse, jordnødder, okra og ris. Der er også en del husdyrhold, særlig af får, geder, høns, grise og perlehøns. Regionen er fattig og har en lang tørketid, fra oktober til maj, hvilket fører til at mange af indbyggerne tager arbejde i andre dele af landet i denne periode.
I denne region og i Upper East brygger man den traditionelle drik pito, som er et sødlig, alkoholsvag hirseøl. Det sælges normalt i egne barer, hvor man øser op til sig selv fra en tønde med en kalabas. Fordi det er så billigt, som regel et lille beløb, for at drikke så meget man ønsker, er pito meget populært.